# Ад-Даїян (муніципалітет)
Баладіят Ад-Даїян (араб. الضعاين, англ. Al Daayen) — адміністративна одиниця у складі Катару. Адміністративний центр — містечко Ад-Даїян. На території в 167,1 км² проживає 24,8 тис. катарців.

## Розташування
Баладіят Ад-Даїян знаходиться в центрально-східній частині Катару, на узбережжі Перської затоки та 15 кілометрах від столиці країни і межує:
- на півдні — зі столичним баладіятом Доха;
- з заходу — з баладіятом Умм-Салаль;
- з півночі — з баладіятом Аль-Хор.

## Історія
У середині ХХ століття сановники Катару задалися ціллю впорядкувати свої уділи адміністративно, тоді вони створили на базі історичних центрів держави кілька адміністративних одиниць і закріпили це в законі № 11 від 1963 року. Пізніше, в 1972 році, Шейх Мохаммед бін Джабер Аль Тані підписав законопроєкт № 19, яким розмежував кілька баладіятів, серед яких, зокрема, Умм-Салаль. А 29 листопада 1974 року вже було відкрито адміністративну будівлю в яку Шейх завів своїх чиновників.

## Населення і поселення
Від початків свого заснування баладіят Ад-Даїян динамічно розвивався, від 3 000 катарців в 1980-х роках до 24 772 жителів в 2010 році. Більшість його мешканців катарці, але й чимало емігранів, які працюють в столиці країни. У зв'язку із зведенням нового модернового міста Лусаїл, в баладіяті вдвічі зросте кількість населення.
Загалом, наймолодший баладіят країни розділений на кілька зон:
- Лебаїб (Leabaib)
- Аль Ебб (Al Ebb)
- Аль Хееза (Al Kheesa)
- Радат Аль Гамама (Rawdat Al Hamama)
- Аль Сахама (Al Sakhama)
- Аль Месрохія (Al Masrouhiya)
- Ваді Лусаіл (Wadi Lusail)
- Умм К'ярн (Umm Qarn)
- Ад-Даїян (Al Daayen)

Із відповідними населеними пунктами:
- Аль Сахама (Al Sakhama);
- Аль Хееза (Al Kheesa);
- Лусаіл Сіті (Lusail Sity);
- Лебаїб (Leabaib)
- Аль Ебб (Al Ebb)
- Джерйян Дженайхат (Jeryan Jenaihat)
- Радат Аль Гамама (Rawdat Al Hamama)
- Ваді Аль Васаах (Wadi Al Wasaah)
- Аль Месрохія (Al Masrouhiya)
- Ваді Лусаіл (Wadi Lusail)
- Умм К'ярн (Umm Qarn)
- Ад-Даїян (Al Daayen)

## Економіка
Баладіят Ад-Даїян, знаходячись неподалік столиці країни, приречений був стати його аграрним додатком, що й тривало багато століть до того. Але через економічне зростання Катару та надзвичайне розширення його столиці, Умм-Салаль опинився в північній околиці Дохи. Тому в межах баладіяту почали розміщатися промислові та економічні об'єкти країни.
На початку ХХ століття, було прийнято рішення про зведення нового модернового міста-супутника столиці країни, яке розміщалося би на території ще тодішнього баладіяту Умм-Салаль. Тому вся економіка та розвиток сучасного баладіяту Ад-Даїян тепер пов'язані із зведенням цього унікального міста.